# عنق زجاجة سكانية

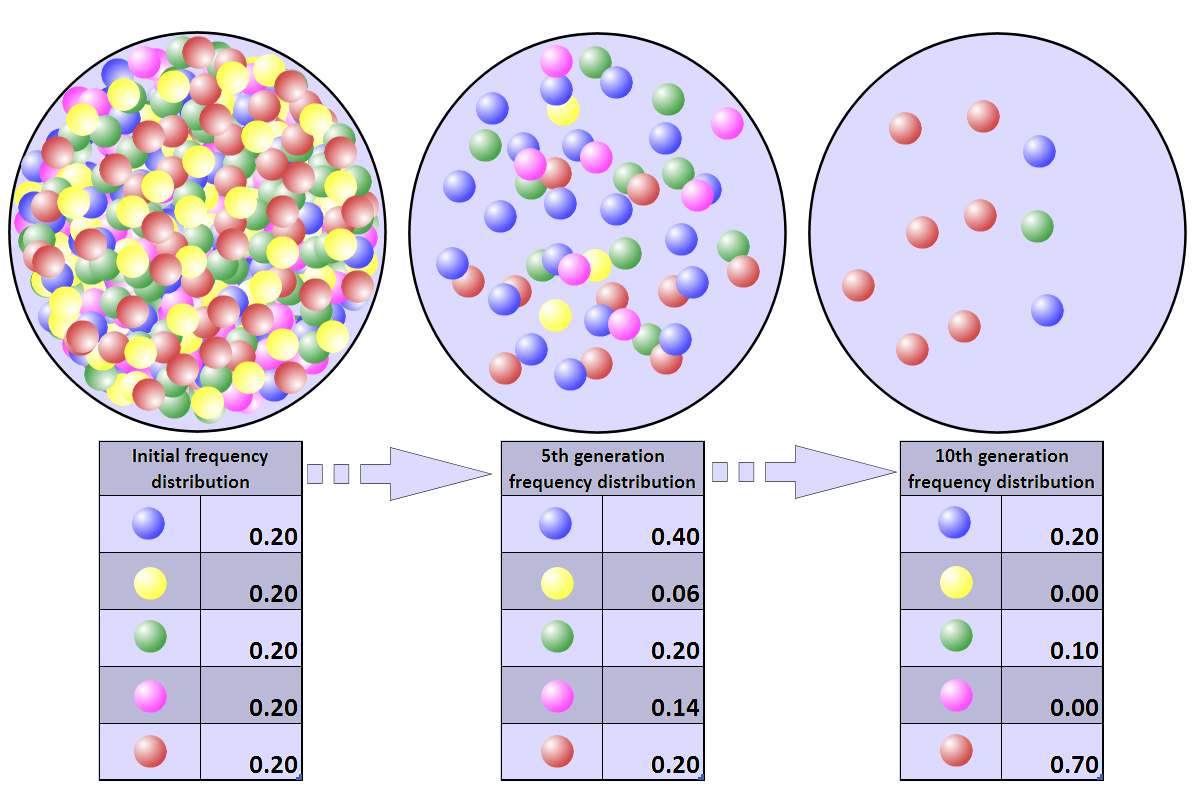
مثال مبسط لعنق زجاجة سكانية. فالكرات الملونة تمثل أليلات السكان، الذين كان عددهم 500 في البداية، لكن خلال خمس سنوات تضاءل عددهم إلى 50، ثم بعد عشر سنوات أصبح 10 فقط. ومع حدوث هذا كان هناك تغير عشوائيّ في توزع الأليلات، وقد أدى في النهاية إلى خسارة اثنتين من الأليلات الخمس الأصلية.

عنق الزجاجة السكانية هي ظاهرة يَنخفض فيها العدد السكانيّ لمجموعة من البشر أو الحيوانات بشكل كبير، أحياناً إلى حافَّة الانقراض. يُمكن أن تسبب حدوث هذه الظاهرة عدة عوامل، مثل الكوارث الطبيعية والصيد حتى الانقراض وتدمير المواطن الطبيعية الذي يُسبب موت المخلوقات والكائنات الحية في الأنظمة البيئية.
تتسبب ظاهرة عنق الزجاجة السكانية بانحدار في تجميعات مورّثات الجماعات السكانية من الكائنات الحية، بالتوازي مع انحدارٍ في الأليلات (التمايز الوراثي). تتمثَّل في حدوث هذا التناقص بالتمايز الوراثي خطورةٌ كبيرة بالنسبة للجماعات السكانية المتبقّية، لأن التمايز الوراثي هو ما يجعل الكائنات الحية قادرةً على التكيف مع التغيُّرات البيئية من حولها، مثل تغير المناخ أو نضوب الموارد المتاحة، وبذلك ستصبح جماعات الكائن الحيّ السكانية شديدة الحساسية لأي تحوُّرٍ في محيطها الطبيعي وستكون مهدَّدة بالانقراض بشدة عند أيّ تغير.
بعد ظاهرة عنق الزجاجة السكانية يُواجه السكان الباقون من الكائن الحيّ مستوى أعلى من الانحراف الوراثي، وهو عبارة عن سلسلةٍ من التقلُّبات العشوائية في مستوى الأليلات عند السكان. عند السكان قليلي العدد، تواجه الأليلات (نادرة الظهور) فرصة أكبر بالاختفاء، ممَّا يَحد أكثر من وُجودِ تجميعات المورثات عندها. ويُمكن نتيجة لفقدان التميز الوراثيّ أن يُصبح السكان الجدد متميّزين وراثياً عن السكان الأصليين، وهذا يَقود بدوره إلى فرضية أن عنق الزجاجة السكانية يُمكنها إنتاج أنواع جديدة من المخلوقات الحية.
من الأمثلة الأكثر شيوعاً لحالات عنق الزجاجة السكانية وصول نوعٍ من الحيوانات إلى حافة الانقراض، ثم إعادة إكثاره من جديد على أيدي علماء البيئة. فحتى لو نجحت إعادة الإكثار بإنقاذ الحيوان، فإن مورثاته ستفقد تمايزها الوراثي، وسيصبح حساساً جداً للانقراض بمجرد انتشار أي مرضٍ أو وباءٍ أو حدوث تغير بسيطٍ في المناخ. تجعل هذه المشكلة إنقاذ الحيوانات المهددة بالانقراض مسألة شديدة الصعوبة، لأن هذه الحيوانات ستظل مهددة حتى بعد إعادة إكثارها. من أمثلة ذلك البيسون الأمريكي وفقمة الفيل الشمالية وغيرها من الحيوانات.

## أمثلة

### البشر

عنق الزجاجة السكانية والتعافي أو الانقراض.

افترض الأحيائيّ التطوري ريتشارد دوكنز بأن البشر متقدري الحمض النووي (يَرثونه من أمهماتهم فقط) وذوي الصبغيات واي (التي يَرثونها من أبائهم) يُظهرون توحداً حدث على التوالي قبل ما يَتراوح من 140,000 إلى 60,000 عام. أو بمعنى آخر، فإن جميع البشر الحيّين من الخط السلفي الأنثوي انحدروا في الواقع من أنثى واحدة (حواء) قبل حوالي 140,000. وحتى في الخط الذكري، فيُمكن أن يَعود جميع البشر منه إلى سلف واحد (آدم) انحدروا منه قبل حوالي 60,000 إلى 90,000 عام.
وهذا متوافق مع نظرية كارثة توبا التي تشير إلى أنه ظهرت عنق زجاجة للسكان البشريين قبل 70,000 عام، وتقترح أن عددهم ربما تناقص نتيجة لذلك إلى 15,000 شخص فقط عندما ثار بركان بحيرة توبا العظيم في أندونيسيا وأحدث تغيرات بيئية حادة في الكوكب بأكمله. وهذه النظرية مبنية على دليل جيولوجيّ يُظهر حدوث تغيرات مناخية سريعة في تلك الفترة، بالإضافة إلى دلائل توحدية لبعض المورثات (بما في ذلك الحمض النووي المتقدريّ وصبغيات-واي وبعض المورثات النووية)، علاوة على المستوى المنخفض نسبياً للتميز الوراثيّ بين البشر.
لكن مع هذا، فإن هذا التوحد متوقع وراثياً ولا يَدل بحد ذاته على وُجود عنق زجاجة سكانية، وذلك لأن الحمض النووي المتقدريّ وحمض صبغيات-واي النووي ليسا إلا جزءاً صغيراً من الجينوم الكامل، وهما شاذان بأنهما لا يُتوارثان إلا عبر الأمهات أو عبر الآباء دون الانتقال من جنس إلى آخر. تتوارث معظم المورثات في الجينوم إما من الأب أو الأم، وهكذا فيُمكنها أن تعود إلى أزمنة طويلة في الخط السلفي الذكري أو الأنثوي. وعلاوة على ذلك، فقد توصلت البحوث التي أقيمت حول العديد من المورثات إلى تواريخٍ مختلفة للتوحد تتراوح مما يَعود حتى مليوني عام إلى 60,000 عام، وهذا يَدحض وُجود أعناق زجاجية أحدث من ذلك.
لكن من جهة أخرى، فقد وَضعت ورقة «الأحياء الجزيئية والبيئة» - المنشورة عام 2000 - في الحساب نموذجاً انتقالياً أو «عنقاً زجاجية طويلة» لتميز وراثيّ محدود، بدلاً من تغير بيئيّ كارثيّ. ويُمكن لهذا أن يَكون متوافقاً مع الاعتقادات التي تشير إلى أنه من المُحتمل أن عدد السكان في المناطق المجاورة للصحراء الكبرى انخفض إلى 2,000 فرد فقط لما يَزيد عن 100,000 عام، وذلك قبل أن تبدأ أعدادهم بالارتفاع مُجدداً في العصر الحجريّ المتأخر.

### حيوانات أخرى

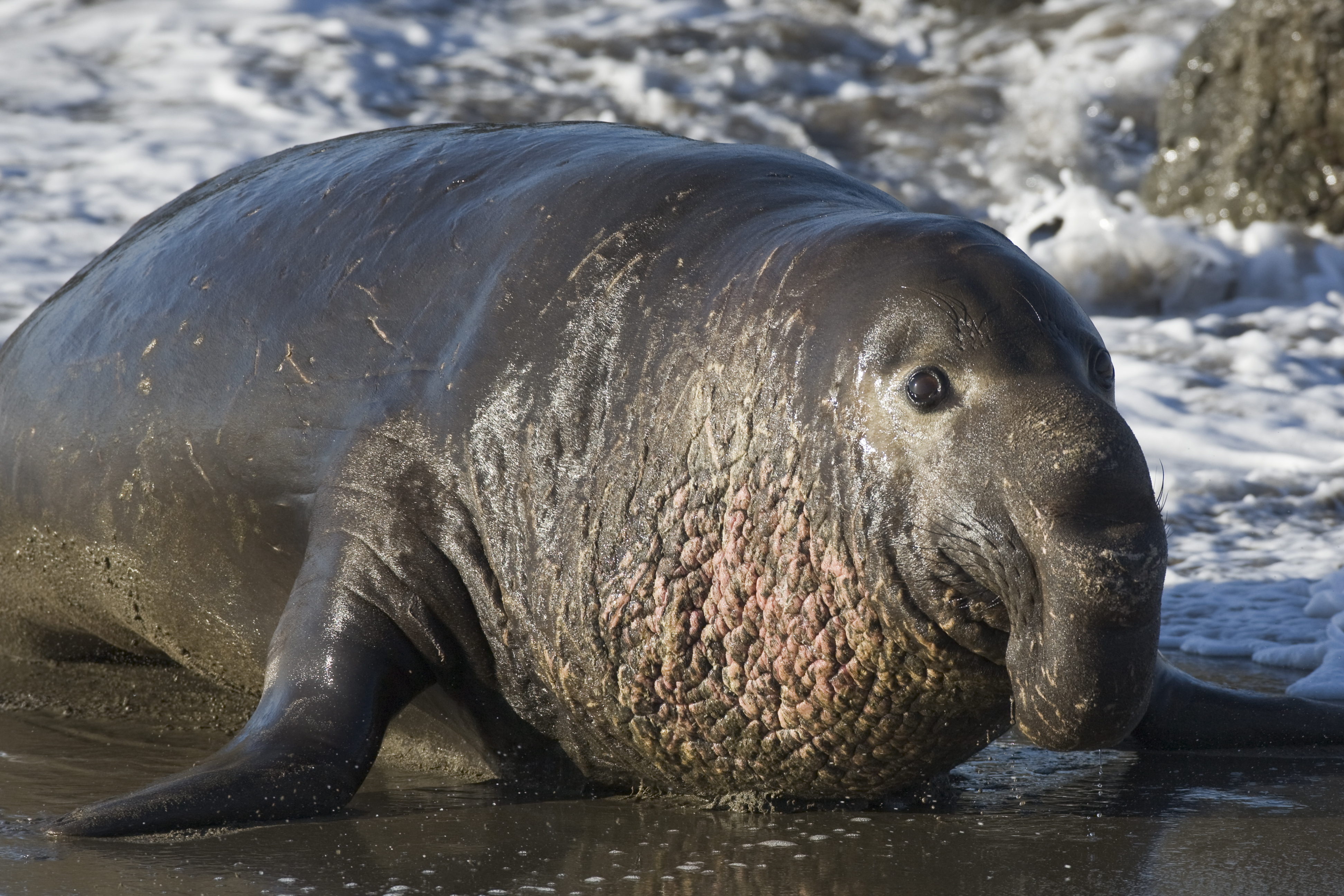
فقمة فيل شمالية. انخفضت أعداد هذه الحيوانات إلى أقل من 50 فرد في أوائل القرن العشرين، لكنها عادت للارتفاع الآن إلى مئات الآلاف.

واجه البيسون الأوروبي الانقراض خلال أوائل القرن العشرين بعد صيده بأعداد هائلة خلال القرن التاسع عشر. وقد تكاثرت جميع الحيوانات الحية منه اليوم من 12 بيسون أوروبي فقط نجوا من الانقراض، إلا إنَّ الأفراد الحيّين منه اليوم يَملكون تنوعاً وراثياً منخفضاً جداً نتيجة ظاهرة عنق الزجاجة السابقة، ويُمكن أن يَبدأ هذا بالتأثير على القدرة التكاثرية لدى ذكور البيسون. وقد واجهت أعداد البيسون الأمريكي هو الآخر شبه الانقراض في وقت مشابه بسبب الصيد أيضاً، فقد وصلت إلى أقل من 1,000 رأس في نهاية القرن التاسع عشر، ثم عادت للتعافي وارتفعت إلى أكثر من 200,000 بحلول القرن الحاليّ، إلا إنَّ الأمراض والأوبئة تنتشر الآن بينها بسرعةٍ وسهولةٍ بالغة وتسبب موت أعداد كبيرةٍ منها.
من الأمثلة الأخرى على الأعناق الزجاجية السكانية عند الحيوانات فقمة الفيل الشمالية، التي انحدرت أعدادها إلى 30 فرد فقط في تسعينيات القرن التاسع عشر، وذلك مع أن أعدادها الآن عادت للتعافي والارتفاع إلى مئات الآلاف. من الأمثلة الأخرى أيضاً سنوريات الفهود التي ترتبط بقرابة قوية مع بعضها لدرجة أن أن تطعيم جلد فهد على آخر لا يَستحث جهازه المناعيّ، وهكذا فيُعتقد أنها واجهت أعناقاً زجاجية سكانية شديدة الأثر في الماضي. ويُوجد أيضاً حيوان الهامستر الذهبي، الذي انحدر معظم أفراده الحاليون من مجموعة صغيرة عثر عليها في صحراء سوريا عام 1930.
هبطت أيضاً أعداد ظبي سايغا بنبسة تتجاوز 95% من حوالي مليون في عام 1990 إلى أقل من 30,000 في عام 2004، وهذا يَعود بشكل رئيسيّ إلى صيده من أجل استخدامه في الطب الصينيّ التقليديّ. حسب ورقة نشرت عام 2002، فيُظهر جينوم حيوانات الباندا العملاقة دليلاً على تعرضها لظاهرة عنق زجاجة سكانية قبل حوالي 43,000 عام.

## التناسل الانتقائي
يتواجد عنق الزجاجة السكاني (المختنق الجيني) أيضا بين الحيوانات نقية التناسل (كالكلاب والقطط: الباك، القط الفارسي) لأن الحيوانات المتناسلة تحد من بركتها الجينية بعدد قليل من الأفراد بناء على مظهرهم وسلوكهم. وقد يتسبب الاستخدام المفرط للفرد الحيوان المرغوب دونا عن الآخرين في حدوث تأثير الوالد الشعبي.
تسبب تناسل الكلاب الانتقائي في انقباض مختنقات تناسلية. والمختنقات الجينية هذه تسببت في وجود كلاب بمتوسط زيادة في العبء الجيني بقدر 2-3% عن الذئاب الرمادية. وقد أدت برامج التناسل الصارمة والمختنقات الجينية إلى انتشار أمراض مثل أمراض القلب، العمى، السرطانات، خلل التنسج الوركي، إعتام عدسة العين، وغيرها. وقد تسبب التناسل الانتقائي لإنتاج محاصيل عالية الغلة في مختنقات جينية لدى تلك المحاصيل وأدى إلى حدوث تجانس وراثي. وقد أدى ذلك التقليل في التنوع الجيني لدى العديد من المحاصيل إلى قابلية أكبر للتعرض لأمراض أو آفات جديدة، ما يهدد الأمن الغذائي العالمي.

## النباتات
أظهرت الأبحاث أن هناك مقادير ضئيلة أو شبه غير قابلة للملاحظة من التنوع الجيني في جينوم صنوبر الوليمي. وقد وجد الاتحاد العالمي للحفاظ على الطبيعة تعدادا بلغ 80 فردا ناضجا، ونحو 300 من الشتلات واليفعان في عام 2011، وقبل ذلك وجد أن صنوبر الوليمي اشتمل على 50 فردا فحسب في البرية. يوضح الحجم السكاني المنخفض والتنوع الجيني المنخفض أن صنوبر الوليمي مر بمختنق جيني حاد.
حدث مختنق جيني في سبعينات القرن العشرين عبر جهود الحفاظ الخاصة بنبتة السيف الفضي. وقد زادت أعداد النبتة خلال سبعينات القرن العشرين باستجلاب المزيد منها من الخارج وزراعته. ووجد أن نبتات السيف الفضي هذه قد أصبحت الجيل الأول أو اللاحق من نسل اثنتين فقط من الأمهات. وقد كمية الجينات متعددة الأمكنة لدى النبتات التي جلبت من الخارج أدت إلى حدوث مختنق جيني، مما أدى إلى خسارة الأليل المُعلِّم في ثمانية من الأمكنة.